# Binak Alia
Binak Alia (ur. 1805 w Bujanie, zm. 1895) – albański partyzant, przywódca powstania z 1845 roku i działacz Ligi Prizreńskiej, patron jednej z ulic w Tiranie. Jego bratankiem był Mic Sokoli.